# Maasia sumatrana
Maasia sumatrana (Miq.) Mols, Kessler & Rogstad – gatunek rośliny z rodziny flaszowcowatych (Annonaceae Juss.). Występuje naturalnie w Malezji oraz Indonezji. 

## Morfologia
PokrójZimozielone drzewo dorastające do 35 m wysokości. Kora jest gładka i ma szarobiaławą barwę.
LiścieMają podłużnie lancetowaty kształt. Mierzą 9–16 cm długości oraz 2,5–4,5 cm szerokości. Nasada liścia jest od ostrokątnej do zaokrąglonej. Blaszka liściowa jest o spiczastym wierzchołku.
KwiatySą pojedyncze lub zebrane po 2–3 w pęczki, rozwijają się w kątach pędów. Płatki mają podłużnie równowąski kształt i osiągają do 40 mm długości.
OwocePojedyncze mają jajowaty kształt, zebrane w owoc zbiorowy. Są nagie, osadzone na szypułkach. Osiągają 20 mm długości. Mają czerwona barwę.